# Detroit (bedrijf)
Detroit (voorheen Detroit Diesel) is een Amerikaanse fabrikant van dieselmotoren, transmissies en wielassen gebaseerd nabij de stad Detroit. Detroits medium- tot zware dieselmotoren worden toegepast in onder meer vrachtwagens, bussen, boten en machines. Het bedrijf is voornamelijk actief op de Noord-Amerikaanse markt.

## Geschiedenis
De geschiedenis van Detroit gaat terug tot 1938, toen de General Motors Diesel Division werd opgericht om motoren te bouwen voor  bussen en vrachtwagens van General Motors. Tijdens de Tweede Wereldoorlog werden de lichte compacte tweetaktmotoren veelvuldig gebruikt voor landingsvaartuigen, tanks, wegenbouwmachines en generatoren.
In de jaren 1950 zag men een markt in het vrachtwagenvervoer — ook buiten GM — waarvoor zware dieselmotoren werden ontworpen. Er werd een wereldwijd netwerk van onafhankelijke dealers opgebouwd voor onderdelen en dienstverlening. In 1965 werd de divisie hernoemd tot Detroit Engine Division en in 1970 werd ze samengevoegd met de Allison Division om Detroit Allison Division te gaan heten. Allison maakte transmissies en gasturbines.
In de jaren zeventig maakte het bedrijf de eerste viertaktdieselmotor. Begin jaren tachtig vond een splitsing van de activiteiten plaats. De motoren gingen verder onder de naam Detroit Diesel Allison Division en de turbines behielden de Allison Division naam.
Op 1 januari 1988 werd Detroit Diesel Corporation gecreëerd als een joint venture van GM met Penske Corporation en behelsde de productie van zware dieselmotoren. Onder het management van Roger Penske slaagde het bedrijf er op enkele jaren tijd in het marktaandeel voor zware vrachtwagenmotoren van 3 naar 33 procent op te krikken. Het kreeg een beursnotering aan de New York Stock Exchange.
In oktober 2000 werd Detroit Diesel overgenomen door het voormalige DaimlerChrysler. DaimlerChrysler had al 21,3% van de aandelen en deed een bod op de rest. Penske Corporation verkocht zijn aandelenbelang van 48,6% in Detroit Diesel en de beursnotering werd gestaakt. Daarop volgen consolidaties met het Duitse Mercedes-Benz, die ook vrachtwagenmotoren maakt, die resulteerden in de Divisie Commerciële Voertuigen die onder de nieuwe afdeling DaimlerChrysler Powersystems ressorteerde. 
In 2021 besloot Daimler AG de vrachtwagenactiviteiten te verzelfstandigen. Detroit Diesel werd later een afdeling van Daimler Trucks North America, de Amerikaanse vrachtwagendivisie van Daimler Truck. Het is er nu verantwoordelijk voor alle producten die te maken hebben met de aandrijflijn van voertuigen en derhalve werd het woord diesel uit de naam geschrapt.